# Oscar 1997
A 69.ª cerimônia do Oscar ou Oscar 1997 (no original: 69th Academy Awards), apresentada pela Academia de Artes e Ciências Cinematográficas (AMPAS), homenageou os melhores filmes, atores e técnicos de 1996. Aconteceu em 24 de março de 1997 no Shrine Auditorium, em Los Angeles.

## Indicados e vencedores

### Prêmios
Indica o vencedor dentro de cada categoria.
| Melhor Filme The English Patient – Saul Zaentz - Fargo – Ethan Coen - Jerry Maguire – James L. Brooks, Laurence Mark, Richard Sakai and Cameron Crowe - Secrets & Lies – Simon Channing-Williams - Shine – Jane Scott | Melhor Diretor Anthony Minghella – The English Patient - Joel Coen – Fargo - Milos Forman – The People vs. Larry Flynt - Mike Leigh – Secrets & Lies - Scott Hicks – Shine |
| Melhor Ator/Actor (Principal) Geoffrey Rush – Shine como David Helfgott - Tom Cruise – Jerry Maguire como Jerry Maguire - Ralph Fiennes – The English Patient como László Almásy - Woody Harrelson – The People vs. Larry Flynt como Larry Flynt - Billy Bob Thornton – Sling Blade como Karl Childers                                                                                  | Melhor Atriz/Actriz (Principal) Frances McDormand – Fargo como Marge Gunderson - Brenda Blethyn – Secrets & Lies como Cynthia Rose Purley - Diane Keaton – Marvin's Room como Bessie - Kristin Scott Thomas – The English Patient como Katharine Clifton - Emily Watson – Breaking the Waves como Bess McNeill |
| Melhor Ator/Actor Coadjuvante/Secundário Cuba Gooding Jr. – Jerry Maguire como Rod Tidwell - William H. Macy – Fargo como Jerry Lundegaard - Armin Mueller-Stahl – Shine como Peter Helfgott - Edward Norton – Primal Fear como Aaron Stampler - James Woods – Ghosts of Mississippi como Byron De La Beckwith                                                                          | Melhor Atriz/Actriz Coadjuvante/Secundária Juliette Binoche – The English Patient como Hana - Joan Allen – The Crucible como Elizabeth Proctor - Lauren Bacall – The Mirror Has Two Faces como Hannah Morgan - Barbara Hershey – The Portrait of a Lady como Madame Serena Merle - Marianne Jean-Baptiste – Secrets & Lies como Hortense Cumberbatch                                                                                           |
| Melhor Roteiro/Argumento - Original Fargo – Joel Coen e Ethan Coen - Jerry Maguire – Cameron Crowe - Lone Star – John Sayles - Secrets & Lies – Mike Leigh - Shine – Scott Hicks e Jan Sardi | Melhor Roteiro/Argumento - Adaptado Sling Blade – Billy Bob Thornton; baseado em seu curta-metragem Some Folks Call It a Sling Blade - The Crucible – Arthur Miller; baseado em sua peça homônima - The English Patient – Anthony Minghella; baseado no livro homônimo de Michael Ondaatje - Hamlet – Kenneth Branagh; baseado na peça homônima de William Shakespeare - Trainspotting – John Hodge; baseado no livro homônimo de Irvine Welsh |
| Melhor Filme Estrangeiro Kolya – Chéquia - Shekvarebuli kulinaris ataserti retsepti - Geórgia - Sønntagsengel - Noruega - Kavkazskij plennik - Rússia - Ridicule – França | Melhor Documentário em Longa-metragemWhen We Were Kings – Leon Gast e David Sonenberg - The Line King: The Al Hirschfeld Story – Susan W. Dryfoos - Mandela – Jo Menell e Angus Gibson - Suzanne Farrell: Elusive Muse – Anne Belle e Deborah Dickson - Tell the Truth and Run: George Seldes and the American Press – Rick Goldsmith |
| Melhor Documentário em Curta-metragem Breathing Lessons: The Life and Work of Mark O'Brien – Jessica Yu - Cosmic Voyage – Jeffrey Marvin e Bayley Silleck - An Essay on Matisse – Perry Wolff - Special Effects: Anything Can Happen – Susanne Simpson e Ben Burtt - The Wild Bunch: An Album in Montage – Paul Seydor e Nick Redman                                                    | Melhor Curta-metragem Dear Diary – David Frankel e Barry Jossen - De tripas, corazón – Antonio Urrutia - Ernst & lyset – Kim Magnusson e Anders Thomas Jensen - Esposados – Juan Carlos Fresnadillo - Senza parole – Bernadette Carranza e Antonello De Leo |
| Melhor Animação em Curta-metragem Quest – Tyron Montgomery e Thomas Stellmach - Canhead – Timothy Hittle e Chris Peterson - La Salla – Richard Condie - Wat's Pig – Peter Lord | Melhor Trilha Sonora/Banda Sonora - Drama The English Patient – Gabriel Yared - Hamlet – Patrick Doyle - Michael Collins – Elliot Goldenthal - Shine – David Hirschfelder - Sleepers – John Williams |
| Melhor Trilha Sonora/Banda Sonora - Comédia Emma – Rachel Portman - The First Wives Club – Marc Shaiman - The Hunchback of Notre Dame – Alan Menken e Stephen Schwartz - James and the Giant Peach – Randy Newman - The Preacher's Wife – Hans Zimmer | Melhor Canção Original You Must Love Me por Evita – Andrew Lloyd Webber e Tim Rice - Because You Loved Me por Up Close & Personal – Diane Warren - For the First Time por One Fine Day – James Newton Howard, Jud J. Friedman e Allan Dennis Rich - I Finally Found Someone por The Mirror Has Two Faces – Barbra Streisand, Marvin Hamlisch, Bryan Adams e Robert "Mutt" Lange - That Thing You Do! por That Thing You Do! – Adam Schlesinger |
| Melhor Edição de Som The Ghost and the Darkness – Bruce Stambler - Daylight – Richard L. Anderson e David A. Whittaker - Eraser – Alan Robert Murray e Bub Asman | Melhor Mixagem de Som The English Patient – Walter Murch, Mark Berger, David Parker e Chris Newman - Evita – Andy Nelson, Anna Behlmer e Ken Weston - Independence Day – Chris Carpenter, Bill W. Benton, Bob Beemer e Jeff Wexler - Twister – Steve Maslow, Gregg Landaker, Kevin O'Connell e Geoffrey Patterson - The Rock – Kevin O'Connell, Greg P. Russell e Keith A. Wester                                                              |
| Melhor Direção de Arte The English Patient – Diretor de arte: Stuart Craig; Decorador: Stephenie McMillan - The Birdcage – Diretor de arte: Bo Welch; Decorador: Cheryl Carasik - Evita – Diretor de arte: Brian Morris; Decorador: Philippe Turlure - Hamlet – Diretor de arte e decorador: Tim Harvey - Romeo + Juliet – Diretor de arte: Catherine Martin; Decorador: Brigitte Broch | Melhor Cinematografia/Fotografia The English Patient – John Seale - Evita – Darius Khondji - Fargo – Roger Deakins - Fly Away Home – Caleb Deschanel - Michael Collins – Chris Menges |
| Melhor Maquiagem/Caracterização The Nutty Professor – Rick Baker e David LeRoy Anderson - Ghosts of Mississippi – Matthew W. Mungle e Deborah La Mia Denaver - Star Trek: First Contact – Michael Westmore, Scott Wheeler e Jake Garber | Melhor Figurino/Guarda-Roupa The English Patient – Ann Roth - Angels and Insects – Paul Brown - Emma – Ruth Myers - Hamlet – Alex Byrne - The Portrait of a Lady – Janet Patterson |
| Melhor Edição/Montagem The English Patient – Walter Murch - Evita – Gerry Hambling - Fargo – Roderick Jaynes - Jerry Maguire – Joe Hutshing - Shine – Pip Karmel | Melhores Efeitos Visuais Independence Day – Volker Engel, Douglas Smith, Clay Pinney e Joseph Viskocil - Dragonheart – Scott Squires, Phil Tippett, James Straus e Kit West - Twister – Stefen Fangmeier, John Frazier, Habib Zargarpour e Henry La Bounta |